# نولان جزيري
نولان جزيري (الاسم العلمي:Nolana insularis) هو نوع نباتي يتبع جنس النولان من فصيلة الباذنجانية.